# Leça da Palmeira

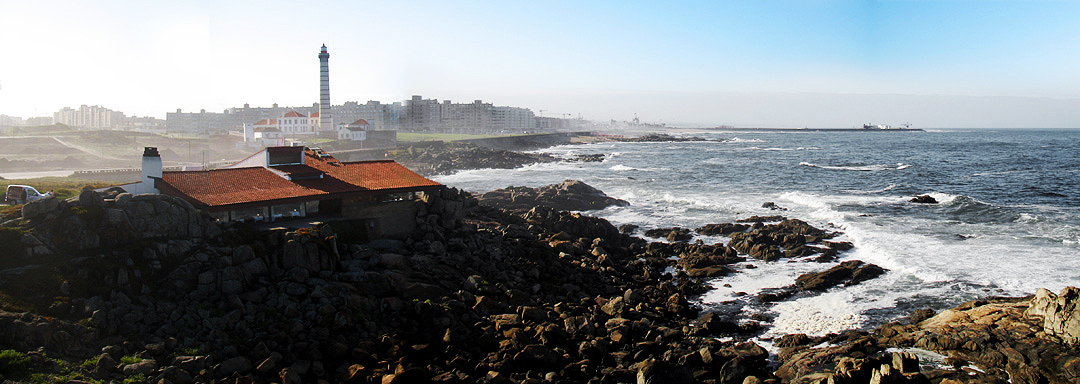
Leça da Palmeira

Leça da Palmeira est une freguesia de Matosinhos (Portugal), près du port de Leixões dans la périphérie de la ville de Porto.
L'ancien footballeur portugais du FC Porto, Domingos Paciência, y est né 1969.
La ville héberge le Leça FC, club de football qui a passé quatre saisons en 1re division.